# Orvietoi Hugolinus
Orvietoi Hugolinus vagy Hugolinus Malabrancha (latinul: Hugolinus Malabrancha de Urbe Veteri, olaszul: Ugolino Malabrancha d'Orvieto), (14. század) középkori itáliai teológus.
Ripai János kortársa volt, és ágostonrendi szerzetesként működött. Egy Szentencia-kommentárt készített, amelyben megfogalmaz fő nézetét: a filozófiai a tévedésék tömegéből épül föl. Bizonyítékai hamisak, vagy csak valószínűségek, ezért következtetései nem ugyanazok, mint a teológiáé. Még Isten létének (lat. Deus est) bevallása – például Arisztotelész szájából – sem bír ugyanazzal az értékkel, mint egy teológus hasonló állítása, mivel egy teológus számára Isten (Deus) a Szentháromságot jelenti, a van (est) pedig a végtelent.
Azonban más problémák is vannak a filozófiával. Arisztotelész egész lélektana azon a hipotézisen nyugszik, hogy a lélek egyfajta ősanyag. Mivel azonban ez nem igaz, ezért az arisztotelészi lélektan teljességgel hamis. Etikája is nagyrészt hamis, de ahol igaz, ott is értéktelen: mert csak az erény látszatát ismerte, és nem tudta felállítani az igazi jó szabályait.
A cselekvő értelem kérdésében Ugolino Szent Ágostont követve magát Istent teszi cselekvő értelemmé, aki értelmünket megvilágítja és segíti. Ezzel magyarázza, hogy a filozófusok olykor mégis igazságokat képesek felismerni. Bár a Bibliai is inspirálhatta őket, de jobb magyarázat a közvetlen isteni megvilágosítás feltételezése.